# Фуфу

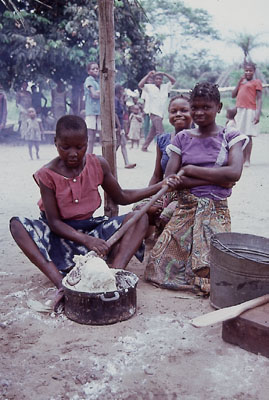
Жінка готує фуфу в Конґо

Фуфу (іноді фу-фу, з африканських мов) — традиційна страва національних кухонь народів західної і частково центральної Африки.

## Опис
Фуфу — це каша, пюре або рідка пастоподібна страва, яку готують з коренеплодів, досягаючи необхідної рідкої консистенції, постійно товчучи дерев'яним товкачем коренеплоди в ступці, з додаванням різноманітних (іноді численних) спецій.
У країнах західної Африки фуфу зазвичай готують з товченої касави, ямсу, рідше — бананів, бататів, маїсу, рису тощо. Спеціями і соусами слугують окра і томатні соуси.
Вживають фуфу, формуючи з неї кульки та ковтаючи. І дотепер неприйнятним вважається розжовувати кульки фуфу.

## Поширення
Особливо популярне фуфу в Ґані та Ніґерії. У національних кухнях острівних держав басейну Карибського моря ця страва з'явилася завдяки рабам — вихідцям з Африки.